# Jan Golonka
Jan Golonka (ur. 18 lipca 1928 w Harbutowicach, zm. 1 maja 1979) – polski naukowiec, działacz ruchu ludowego, poseł na Sejm PRL VII kadencji.

## Życiorys
Syn Karola i Józefy. Należał do Związku Młodzieży Wiejskiej RP „Wici” i do Związku Akademickiej Młodzieży Polskiej. W 1952 wstąpił do Polskiej Zjednoczonej Partii Robotniczej. Zasiadał w radach narodowych. W 1952 ukończył studia na Wydziale Hutniczym Akademii Górniczo-Hutniczej w Krakowie i podjął zatrudnienie w Instytucie Metali Nieżelaznych w Gliwicach, gdzie był m.in. I zastępcą dyrektora ds. naukowych, a od 1965 do 1967 członkiem egzekutywy podstawowej organizacji partyjnej PZPR. W 1963 zdobył stopień doktora, a w 1973 tytuł profesora nadzwyczajnego nauk technicznych. Prace kierowanego przez niego zespołu zostały wyróżnione w 1974 Nagrodą Państwową I stopnia, a wcześniej także trzykrotnie nagrodą Komitetu Nauki i Techniki oraz pięciokrotnie nagrodą Ministra Przemysłu Ciężkiego. Zasiadał w prezydium Centralnej Komisji Kwalifikacyjnej ds. Kadr Naukowych. W 1976 uzyskał mandat poselski z okręgu Gliwice. W Sejmie zasiadał w Komisji Nauki i Postępu Technicznego oraz Komisji Przemysłu Ciężkiego, Maszynowego i Hutnictwa. Zmarł w trakcie kadencji, został pochowany na Cmentarzu Centralnym w Gliwicach.

## Odznaczenia
- Krzyż Oficerski Orderu Odrodzenia Polski
- Krzyż Kawalerski Orderu Odrodzenia Polski
- Złoty Krzyż Zasługi (1956)[2]
- Brązowy Medal „Za zasługi dla obronności kraju”
- Medal 30-lecia Polski Ludowej